# 701
701 је била проста година.

## Догађаји
- Рагинперт умире, а краљ Лиутперт (наследио и свргнут 700. године) се враћа на престо Лангобарда. Рагинпертов син Ариперт хвата Лиутперта у његовој престоници у Павији и даће га задавити у његовој кади. Ариперт постаје нови владар Ломбардског краљевства у Италији.
- Краљ Егика умире, вероватно убијен у завери коју је водио Родерик. Наследио га је син Витица као краљ Визигота.
- Аспарух, оснивач Првог бугарског царства, умире после 20-годишње владавине. Наслеђује га син Тервел, који постаје владар (кан) Бугара.
- Битка код Дејр ал-Џамаџима: калиф Абд ал-Малик ибн Марван шаље сиријске трупе да појачају муслиманску војску Ал-Хаџаџа ибн Јусуфа. Он се суочава са војском од 200.000 људи под Абд ал-Рахманом ибн Мухамедом ибн ал-Асх'атхом у близини Куфе (модерни Ирак). Ал-Ашат је поражен, а његова побуна против Омејадског калифата је пропала.
- Арапско освајање Јерменије: Омајадски принц Мухамед ибн Марван врши инвазију на византијске јерменске провинције источно од Еуфрата; локални командант Банес се предаје пред великом арапском војском, а становништво прихвата муслиманског гувернера.
- Муслимани са Арапског полуострва уништавају луку Адулис коју је тада контролисало Краљевство Аксум, изазивајући тако пад етиопског хришћанства на афричкој обали Црвеног мора.
- Арапски трговци уводе оријенталне зачине на тржишта Медитерана. Муслимански трговачки бродови по први пут посећују Малуку острва.
- Гагакурио (Биро дворске музике) је формиран при Царском двору у Кјоту. Изводе се бројне врсте музике и игре.
- Цар Монму постаје једини власник целокупне земље, кроз кодификацију политичког закона (Кодекс Таихо).
- 8. септембар – Папа Сергије I умире у Риму после 14-годишње владавине. Наследио га је папа Јован VI као 85. римски епископ.